# Richard Loncraine
Richard Loncraine, född 20 oktober 1946 i Cheltenham i Gloucestershire, är en brittisk regissör och manusförfattare. Han har även producerat filmerna Richard III (1995) och Ett svindlande dilemma (1987). Han har bland annat regisserat filmerna Wimbledon (2004), Band of Brothers (2001) och Missionären (1982).

## Filmografi

### Regi
- My One and Only (2009)
- Firewall (2006)
- Wimbledon (2004)
- My House in Umbria (2003)
- The Gathering Storm (2002)
- Band of Brothers (2001)
- Richard III (1995)
- Ett svindlande dilemma (1988)
- Brimstone - Inkräktaren (1982)
- Missionären (1982)
- Blade on the Feather (1980)
- Julia går igen (1976)
- Flame (1975)

### Manus
- Ett svindlande dilemma (1987)
- Richard III (1995)